# East Hill-Meridian
East Hill-Meridian – jednostka osadnicza w Stanach Zjednoczonych, w stanie Waszyngton, w hrabstwie King.